# Stadion Sparty na Letné
Het Stadion Sparty na Letné (sponsornaam: epet ARENA) is een voetbalstadion in de Tsjechische hoofdstad Praag. Het stadion is gelegen in de wijk Bubeneč op de Letná-heuvel. Het is het stadion van de voetbalclub AC Sparta Praag fotbal en wordt ook gebruikt door het Tsjechische nationale elftal. De opening van het stadion, dat plaatsbiedt aan 18.887 toeschouwers, vond plaats in 1933.
Het Nederlands elftal speelde in de geschiedenis driemaal in de epet ARENA. De eerste keer was in de tijd dat het nog Letná-stadion heette. Het Tsjecho-Slowaakse elftal werd met 2-1 verslagen op 30 augustus 1972. Op 8 oktober 2005 werd een WK-kwalificatiewedstrijd tegen Tsjechië gespeeld die Nederland won met 0-2. Op 9 september 2014 speelde Nederland opnieuw tegen Tsjechië in een EK-kwalificatiewedstrijd. Ditmaal werd met 2-1 verloren.

## Benaming

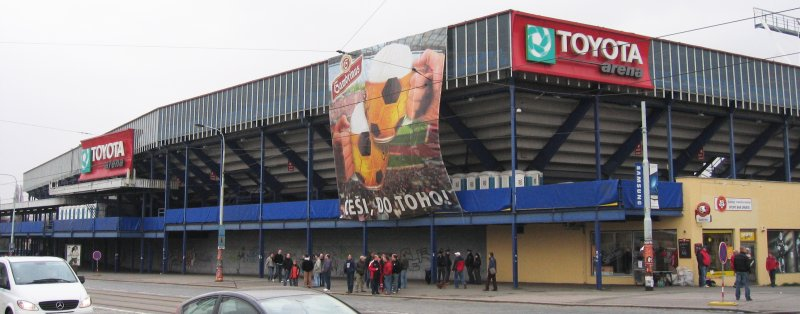
Het stadion van buitenaf gezien met Toyota als sponsor.

De epet ARENA is bekend onder verschillende namen. Van 2003 tot 2007 was Toyota de sponsor en heette het stadion Toyota Arena. Daarna was het stadion tot 2009 vernoemd naar de toenmalige sponsor AXA als AXA Arena. Tussen 2009 en 2020 was het vernoemd naar Generali: Generali Arena. Met de fusie van de sponsor Generali en Česká pojišťovna kreeg het stadion in februari 2020 ook een nieuwe naam: Generali Česká pojišťovna Arena. Sinds november 2022 draagt het stadion de naam epet ARENA. Tijdens Europese wedstrijden wordt het stadion ook wel aangeduid als Stadion Letná, omdat de UEFA sponsornamen niet toestaat. Om verwarring met Stadion Letná in Zlín te voorkomen, wordt het stadion soms stadion Sparty na Letné (Sparta-stadion op de Letná-heuvel) of stadion na Letné v Praze (stadion op de Letná-heuvel in Praag) genoemd.
Andrův stadion (SK Sigma Olomouc) ·
Ďolíček (Bohemians Praag 1905) ·
Fotbalový stadion Střelecký ostrov (SK Dynamo České Budějovice) ·
Letní stadion (FK Pardubice) ·
Malšovická aréna (FC Hradec Králové) ·
Městský stadion (MFK Karviná) ·
Městský stadion (FK Mladá Boleslav) ·
Městský stadion v Ostravě-Vítkovicích (FC Baník Ostrava) ·
Městský fotbalový stadion Miroslava Valenty (1. FC Slovácko) ·
Na Julisce (FK Dukla Praag) ·
Stadion Na Stínadlech (FK Teplice) ·
Fortuna arena (SK Slavia Praag) ·
Stadion města Plzně (FC Viktoria Pilsen) ·
Stadion Sparty na Letné (AC Sparta Praag) ·
Stadion Střelnice (FK Jablonec) ·
Stadion u Nisy (FC Slovan Liberec)
Andrův stadion (SK Sigma Olomouc „B“) ·
Letná (FC Zlín) ·
Městský fotbalový stadion Srbská (FC Zbrojovka Brno) ·
Městský stadion (Slezský FC Opava) ·
Městský stadion v Kotlině (FK Varnsdorf) ·
Městský stadion v Ostravě-Vítkovicích (FC Baník Ostrava „B“) ·
Hřiště v Kvapilově ulici (FC Silon Táborsko) ·
Sportovní areál Drnovice (MFK Vyškov) ·
Sportovní areál Na Chvalech (SK Slavia Praag "B") ·
Stadion FK Viktoria Žižkov (FK Viktoria Žižkov / AC Sparta Praag „B“) · 
Stadion SK Líšeň (SK Líšeň 2019) ·
Stadion v Jiráskově ulici (FC Vysočina Jihlava) ·
Stadion v Kollárově ulici (FC Sellier & Bellot Vlašim) ·
Stadion Za Místním nádražím (1. SK Prostějov) ·
Stadion Za Vodojemem (MFK Chrudim) ·
Stadion Evžena Rošického · Strahovstadion